# Осульф I (элдормен Берниции)
Осульф I (англ. Osulf; X век) — элдормен Берниции, Верховный рив Бамборо, правитель Нортумбрии (годы политической активности 946—954). Иногда именуется графом (эрлом). Считается первым из известных Верховных ривов Бамборо.
Осульф I известен как правитель, который после смерти Эйрика I Кровавой Секиры управлял Йоркской Нортумбрией до тех пор, пока она не была захвачена английском королём из Уэссекской династии Эдредом в 954 году.

## Биография

### Происхождение
Происхождение Осульфа I не вполне ясно. Считается, что он был сыном короля северной Нортумбрии Эадвульфа II, погибшего в 913 году.
Осульф I упоминается в источниках как минимум пять раз: под 946, 949 и 950 годами. В 946 и 949 годах он упоминается как «Верховный рив», в 949 году как герцог («dux»). В 950 году Осульф назван графом («эрлом»).

### Убийство Эйрика I и захват Нортумбрии
Со второй половины IX века Нортумбрия находилась под властью скандинавов. Согласно хронике «Flores historiarum», Осульф I вступил в сговор с неким Макусом, и благодаря этому смог убить Эйрика Кровавую Секиру «в каком-то уединенном месте под названием Стайнмор».

Благодаря этому Осульф I подчинил Нортумбрию. Несмотря на то, что хроника Flores historiarum была составлена много столетий спустя после описываемых событий, её автор Роджер Вендоверский использовал более древние источники. Однако, в «Англосаксонской хронике» Эдред назван новым королём Нортумбрии после смерти Эйрика:
Her Norðhymbre fordrifon Yric, 7 Eadred feng to Norðhymbra rice
В этом году Нортумбрия перешла от Эйрика и Эдред наследовал королевство.
Возможно, Осульф I действовал не как самостоятельный правитель, а под его эгидой.

«De primo Saxonum adventu» описывает его статус следующим образом: 
Primus comitum post Eiricum, quem ultimum regem habuerunt Northymbrenses, Osulf provincias omnes Northanhymbrorum sub Edrido rege procuravit.
 Первым из графов после Эрика, последнего короля, которого Нортумбрии обладали, Осульф управлял под королем Эадредом во всех провинциях нортумбрийцев.
Это предположение косвенно подтверждается Historia Regum: «Тогда короли в Нортумбрии сошли на нет и утвердилось правление ярлов». Установление контроля Эдреда над Осульформ I означало начало контроля Уэссекса над северными областями Англии. Историк Алекс Вулф утверждал, что это была личная уния, подобная унии между Шотландией и Англией, состоявшейся в 1603 году.

### Смерть и наследники
О правлении Осульфа I известно мало. В «Хронике королей Альбы» сообщается, что во времена Индульфа (короля шотландцев с 954 по 962 год) Эдинбург был брошен шотландцам, но об участии нортумбрийцев и Осульфа ничего не сказано.
Дата смерти Осульфа I неизвестна. Очевидно, она случилась не позднее 963 года, так как в это время элдорменом Йорка стал Ослак. Неясно, был ли Ослак связан с Осульфом. Согласно «De primo Saxonum adventu», Нортумбрия была разделена на две части после смерти Осульфа. В «De Northumbria post Britannos» написано, что у Осульфа был сын по имени Эалдред, отец Вальтеофа I Бамборского (994 год), отца Утреда Нортумбрийского.